# Лозово-Севастопольська залізниця
Лозово-Севастопольська залізниця — одна із залізниць в українських губерніях російської імперії, побудована у 1872—1875 роках на кошти приватного капіталу. Невдовзі була викуплена державною скарбницею.
Залізниця будувалася від маленького, на той час, селища Лозова, що знаходилосья у Катеринославській губернії (тепер Харківщина). Станція Лозова була збудована, як частина Курсько-Харківсько-Азовської залізниці, що простягалася до Ростова-на-Дону.

## Історія

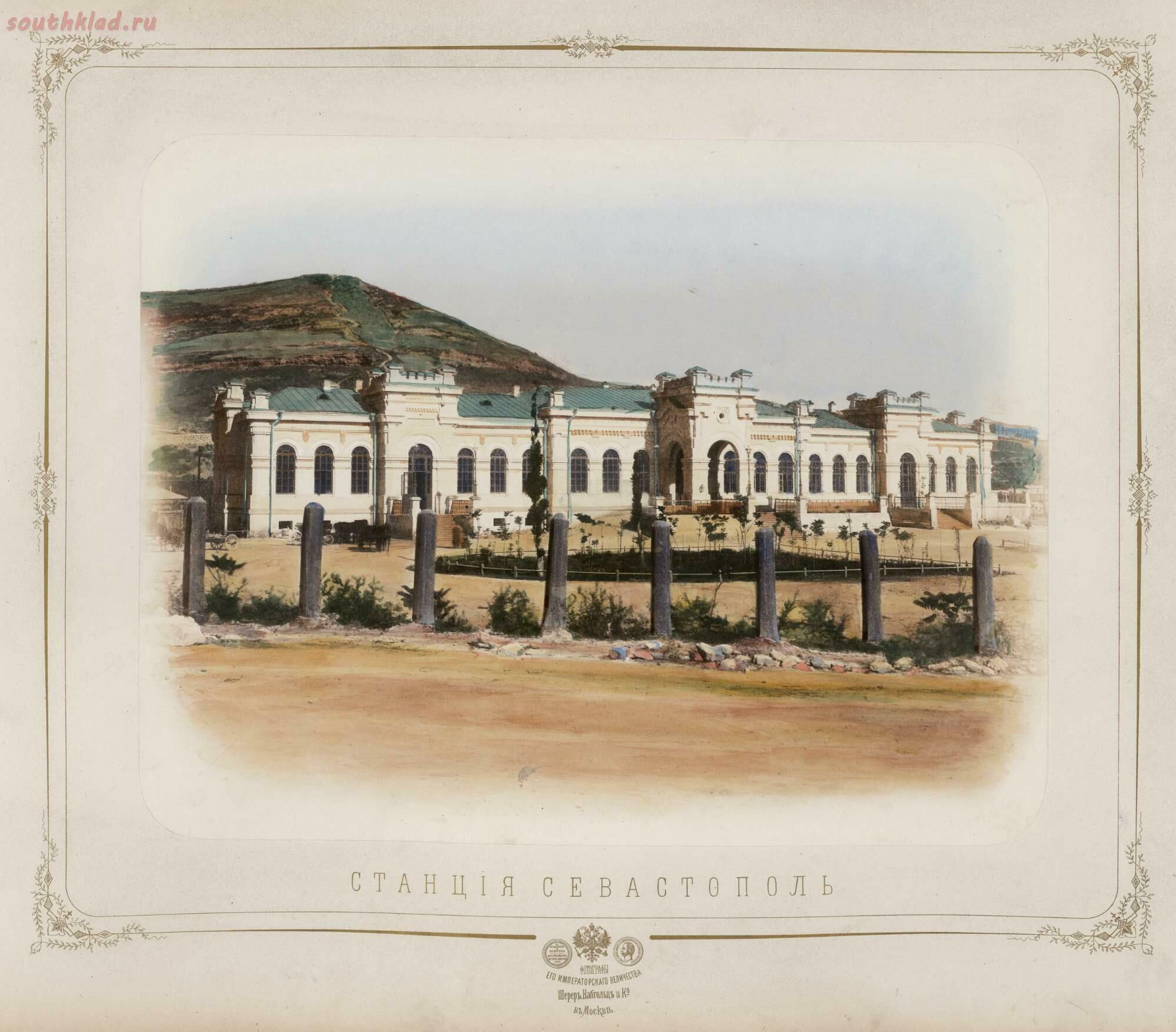
вокзал Севастополя

У 1856 році Перша концесія на будівництво залізниці з Москви до Севастополя була надана Головному товариству російських залізниць, але воно залізницю не побудувало — за новим Височайше затвердженим статутом 3 листопада 1861 року зобов'язання товариства обмежувалися спорудженням Петербурзько-Варшавської залізниці (з гілкою до прусського кордону) та Московсько-Нижньогородської залізниці.
У 1863 році була надана концесія на цю залізницю англійській компанії банкірів Пальмера, Фрюлінга та ін. з ще більшою поверстною гарантією уряду (5,5 %), але та в зазначені терміни не зібрала необхідні кошти і не приступила до будівництва.
Велика частина «Південної лінії» увійшла до складу казенної Московсько-Курської (1864—1868 рр.) і приватної Курсько-Харківсько-Азовської залізниці.
У 1871 році концесія на будівництво від станції Лозова до Севастополя була надана Петру Губоніну.
1872 року станція Лозова-Севастопольська перейменована у станцію Панютине.
15 листопада 1873 року відкрився рух від Лозової до Олександрівська (Запоріжжя) з гілкою до Катеринослава, а 23 липня 1874 року — від Олександрівська до Мелітополя.
14 жовтня 1874 року прокладено передостанню 228-верстову дільницю Мелітополь — Сімферополь.
1875 року — закінчено будівництво Лозово-Севастопольської залізниці.
15 вересня 1875 року у Севастополь прибув перший поїзд. Лозово-Севастопольська залізниця була викуплена державною скарбницею.
14 вересня 1893 року відкрита нова будівля вокзалу на станції Лозова.
1885 року за рахунок державної скарбниці побудована Керченсько-Феодосійська залізниця, яка незабаром була передана до складу Лозово-Севастопольської дороги.
1 листопада 1894 року Курсько-Харківсько-Азовська і Лозово-Севастопольська дороги об'єднані в одну під назвою Курсько-Харківсько-Азовська, Лозово-Севастопольська і Джанкойсько-Феодосійська залізниці. Через два роки через тривалої і важкої назви її перейменували в Курсько-Харківсько-Севастопольську залізницю.
У січні 1896 року об'єднана з Курсько-Харківсько-Азовською та Донецькою кам'яновугільною залізницями в Курсько-Харківсько-Севастопольську залізницю.
1907 року Курсько-Харківсько-Севастопольська залізниця об'єднана з Харківсько-Миколаївською у Південні залізниці.
1927 року зі станції Панютине на станцію Лозова переведено паровозне депо.

## Станції

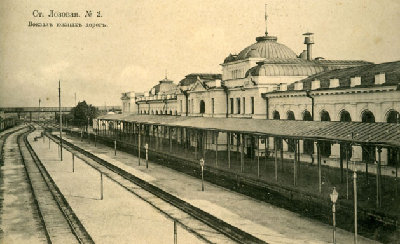
Вокзал станції Лозова

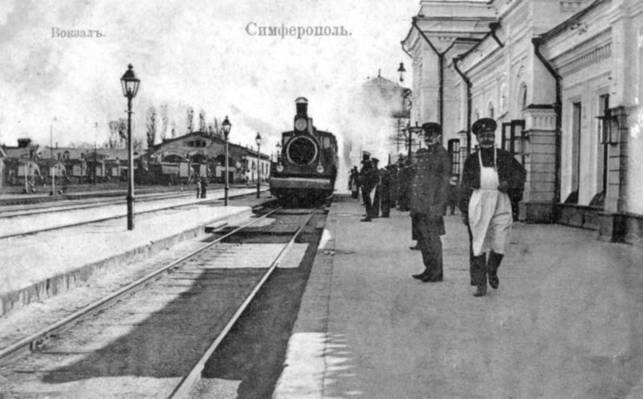
Вокзал в Сімферополі

У порядку часу заснування (встановлення)
- Лозова (1869; як Лозова-Севастопольська) — вузлова станція Курсько-Харківсько-Севастопольської залізниці.
- Синельникове (1873)  — вузлова станція: гілка до Катеринослава
- Запоріжжя I (1873; як Олександрівськ) — вузлова станція: гілка на Апостолове — Кривий Ріг та Пологи
- Федорівка (1874) — вузлова станція: гілка на Волноваху та Херсон
- Мелітополь (1874)
- Новоолексіївка (1874) — вузлова станція: гілка на Генічеськ.
- Джанкой (1874) — вузлова станція: гілка на Армянськ та Феодосію
- Сімферополь (1874)
- Бахчисарай (1875)
- Севастополь (1875)

## Гілки залізниці
- Лозова — Ростов-на-Дону (Курсько-Харківсько-Азовська залізниця)
- Синельникове I — Нижньодніпровськ (1873, як Катеринослав; довжина 54 версти (58 км))
- Новоолексіївка — Генічеськ (1876; довжина 14 верст (15 км)[2])
- Джанкой — Феодосія (1892)
- Федорівка — Комиш-Зоря (1915; як Царекостянтинівка, Токмацька залізниця)

## Інженерні споруди

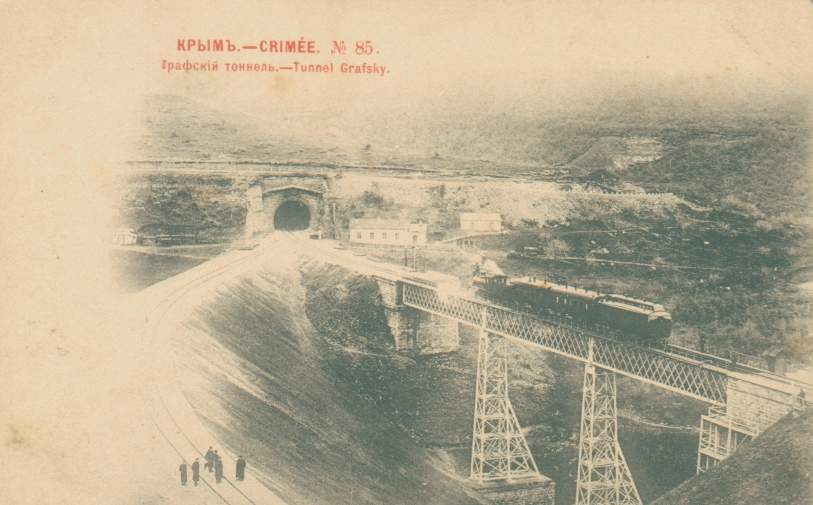
Графський тунель та віадук

Під час будівницьтва було споруджено 6 тунелів всі у Кримських горах (Мекензієві гори).

### Тунелі
- Сухарний — Сухарна балка, в якій на початку 19-ого століття Імперське Морське відомство збудувало завод для випуску сухарів[3]
- Графський — на ім'я графа М. І. Войновича, який командував Севастопольською ескадрою з 1789 по 1890 рік, поблизу гирла Графської балки[3]
- Білий — від кольору вапняку — інкерманського каменю[3]
- Циганський — довжина 659 метрів, по назві Циганської балки[3]
- Троїцький — по назві Троїцької балки, біля західного його входу встановлено меморіальну дошку з написом: «У цьому тунелі 28 червня 1942 р. загинув легендарний бронепоїзд „Железняков“, який брав активну участь у героїчній обороні Севастополя»[3]
- Міський — прикрашений аркою з рельєфним орнаментом та едикулами для скульптур — на Корабельному боці Севастополя[3]

### Віадук та шляхопровід
- Графський шляхопровід

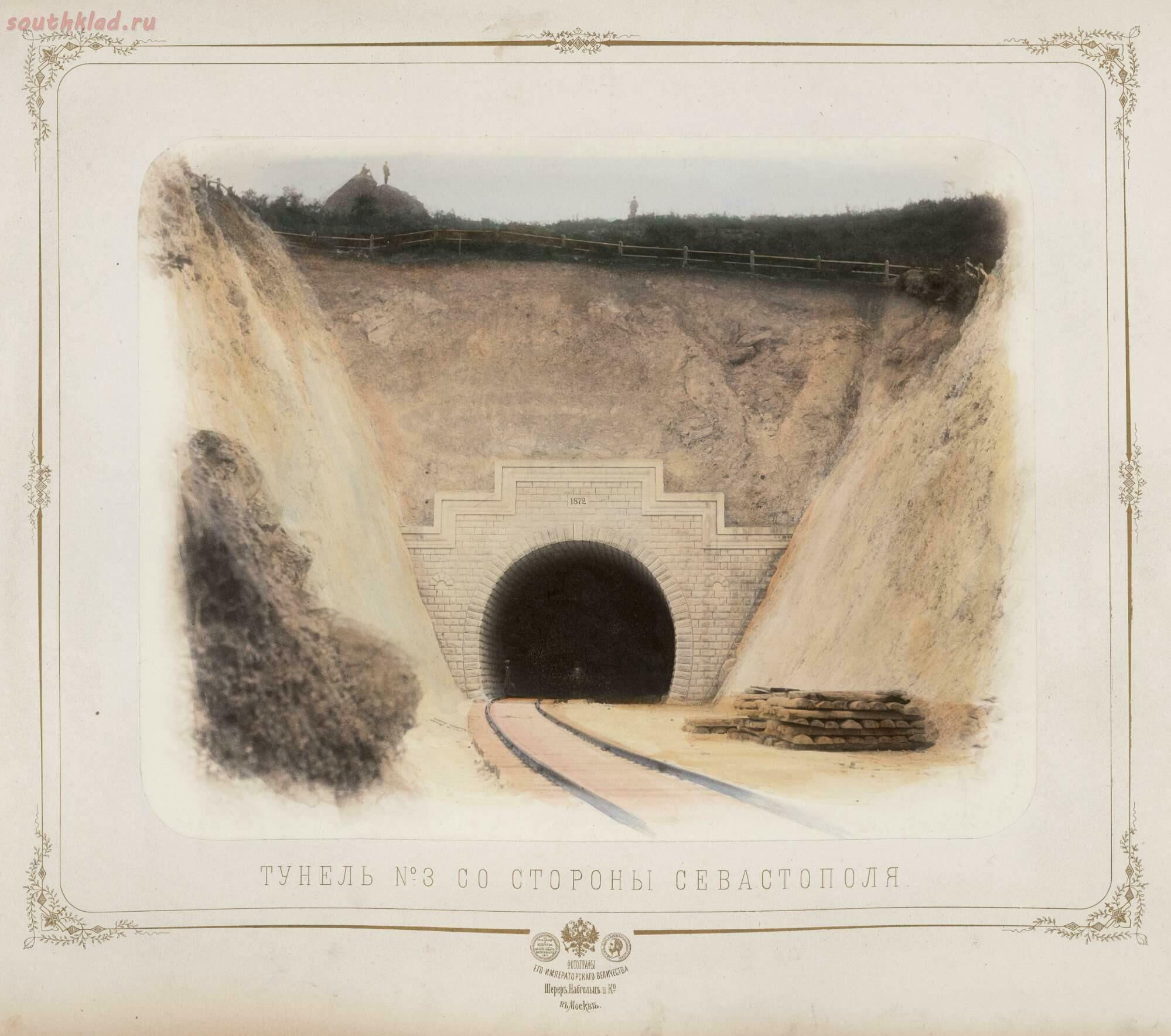
Тунель № 3
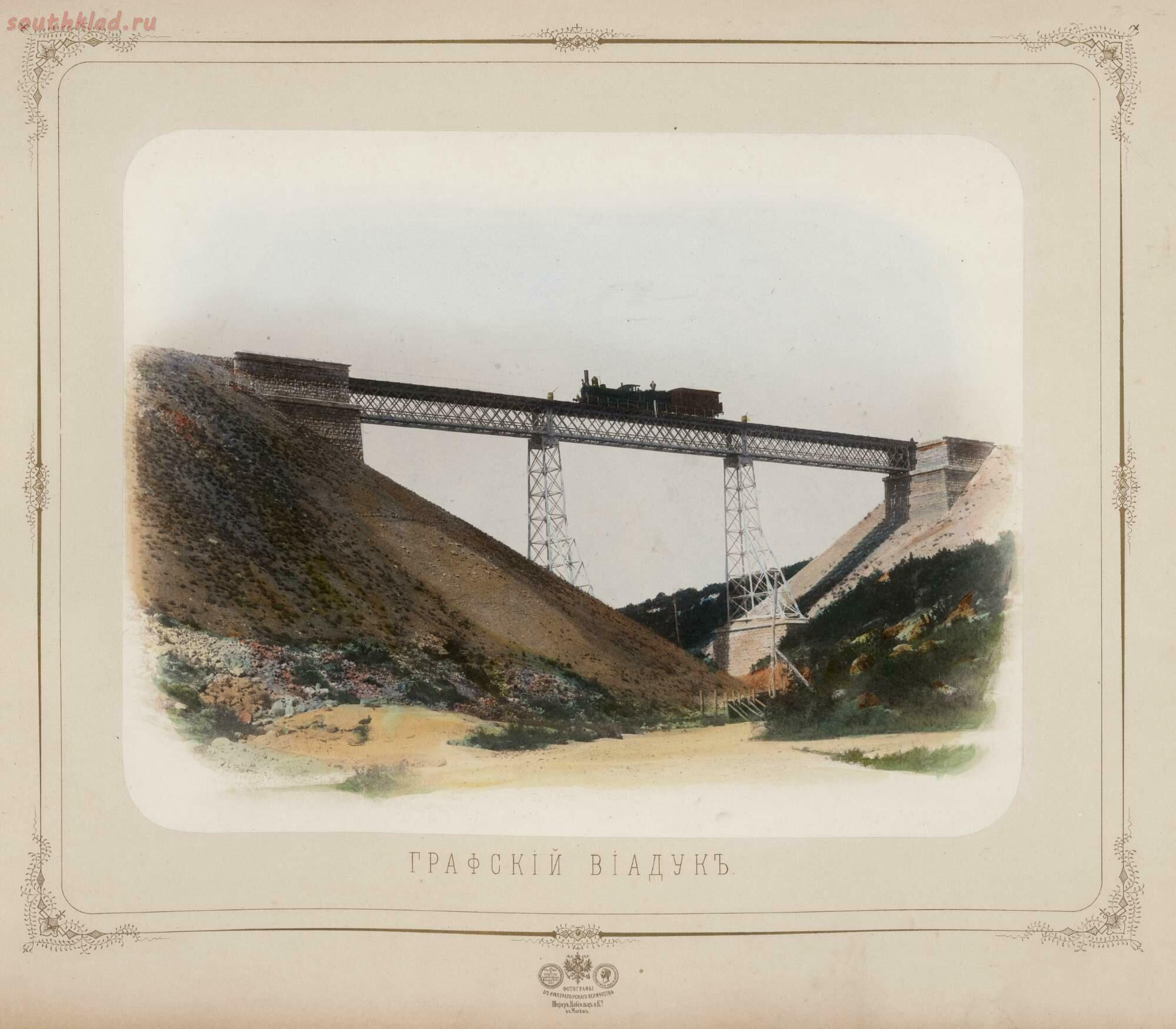
Графський віадук
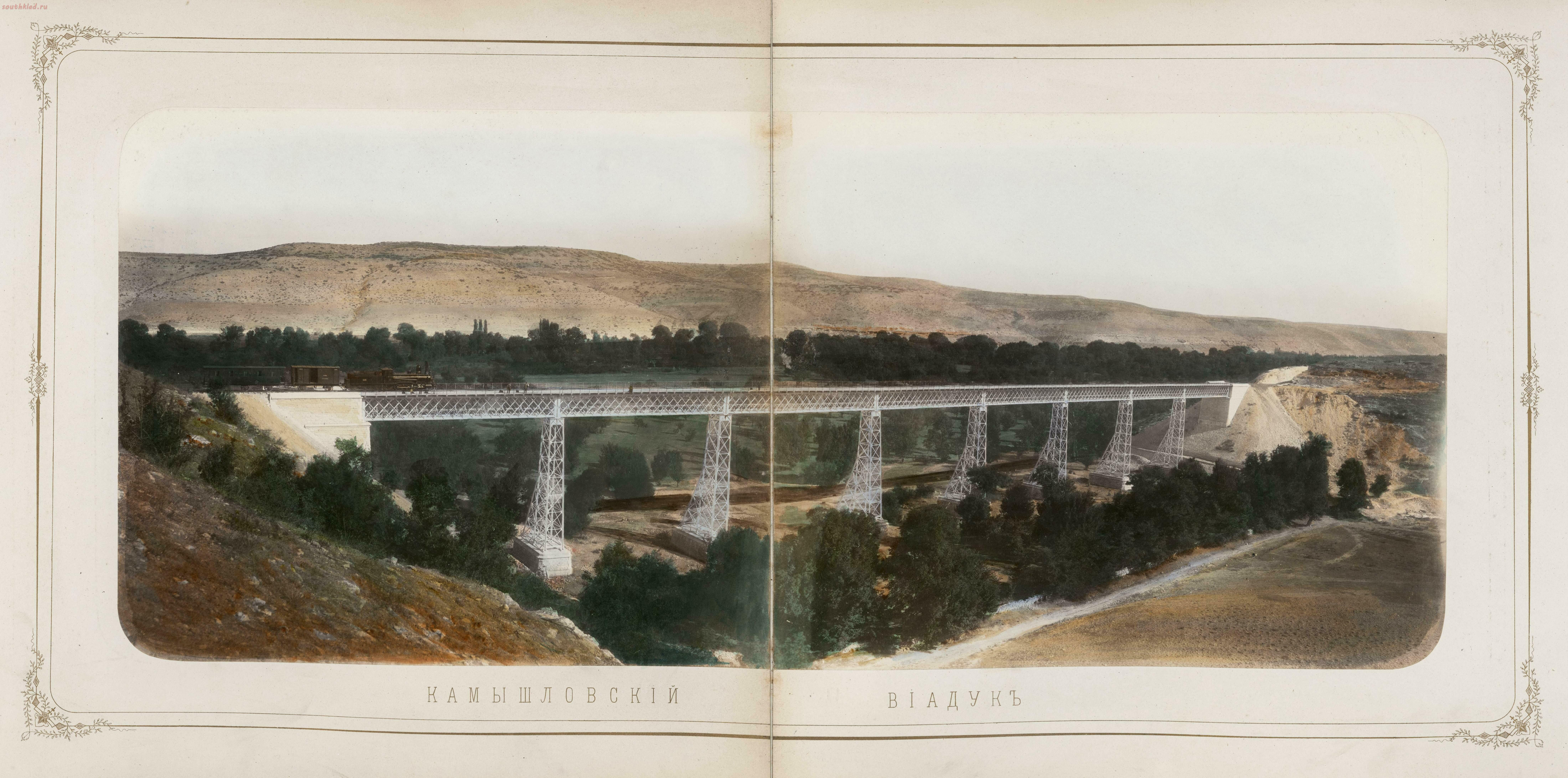
Камишловський віадук
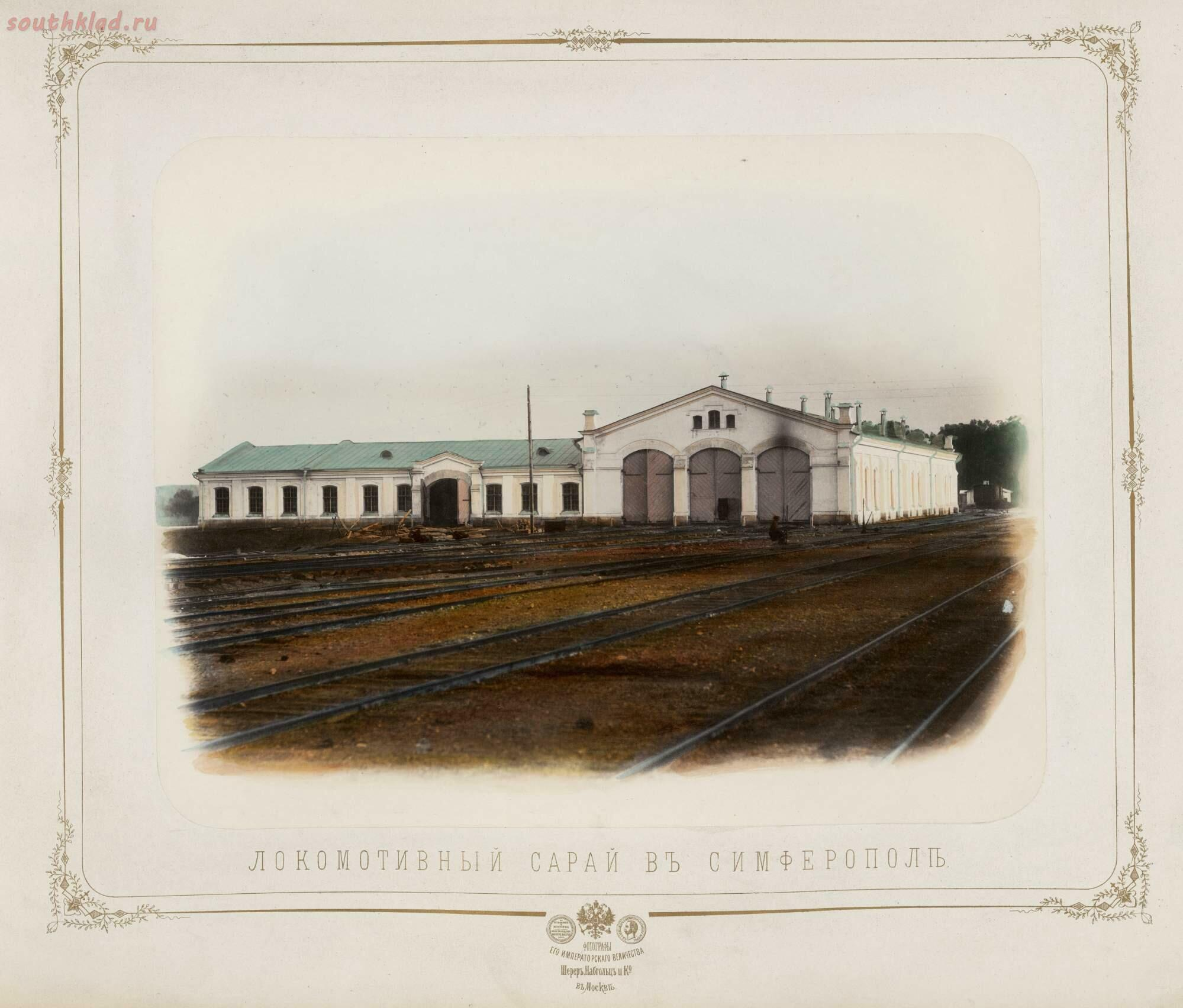
Локомотивне депо в Сімферополі

## Особистості
- Петро Йонович Губонін